# Blackboard Jungle Dub
Pour les articles homonymes, voir Blackboard Jungle (homonymie).
Blackboard Jungle Dub est un album de dub produit par Lee Scratch Perry et King Tubby au Black Ark. Cet enregistrement est un réel mix avant-gardiste pour lequel, à l'instar des disc jockeys hip-hop contemporain, Scratch assembla les pistes jouées par les Upsetters durant les années précédentes.
Cet album est considéré à tort comme le premier album de dub, cette attribution est due à l'ancienneté et à la qualité incontestable de cette œuvre dans le milieu du reggae. Dans cette série de LPs, le travail de remix initié par Tubby est poussé à son paroxysme sur la table de mixage du Super Ape. Par le biais de pistes déjà existantes, il recrée un album entier en lui appliquant ce qui fait le succès des créations postérieures, les effets caractéristiques du genre dub : des échos, des reverbs et une utilisation parfaite de la table de mixage.
La première édition de cet album date de 1973, pressée en seulement 300 exemplaires. D'après l'historien du reggae David Katz, excepté "14 Dub Blackboard Jungle", toutes les autres versions de l'album ont 2 titres de moins. Aujourd'hui, grâce à sa notoriété, on peut encore compter dans les années 2000 plusieurs ré-éditions de cet album.

## Musiciens
L'album est enregistré par les Upsetters, sous la houlette de Perry durant les années 1972-73. Il regroupe quelques-uns des instrumentistes les plus connus en Jamaïque, dont Tommy McCook ou Aston Barrett. La capacité des Upsetters à être un supergroupe a permis de transporter les riddims et de créer une nouvelle vague dans le reggae/dub.

### Liste des musiciens
- Bassistes: Lloyd Parks, Bagga Walker et Aston Barrett
- Guitaristes : Alva Reggie Lewis, Tony Chin, Sangie Davis et Barrington Daley
- Batteurs: Tin Legs, Carlton Barrett, Anthony Benbow Creary et Leroy Wallace
- Pianistes : Gladdy Anderson et Tommy McCook
- Organistes: Glen Adams, Winston Wright et Touter Harvey
- Tromboniste: Ron Wilson
- Trompettiste: Bobby Ellis
- Percussionnistes: Sticky, Lee Perry et Skully
- Melodica : Augustus Pablo

## Les différentes versions
La nuance entre les copies et l'album authentique se fait sentir à l'écrit comme à l'écoute. Le mastering initial est de bien meilleure qualité donnant ainsi sa quintessence à la dub de Pipecock. Les noms des pistes et leur ordre ont aussi été remaniés.

### Upsetters 14 Dub Blackboard Jungle
Cette version originellement sortie en 1973 sur le label Upsetter a fait l'objet de deux ré-éditions en 2004 par Auralux Recordings. Elles contiennent les fameuses pistes non ré-éditées Kaya Skank, dub du célèbre Kaya des Wailers, et Jungle Skank.
À l'écoute, cette parution se différencie énormément par son image stéréo. Les différents instruments sont séparés et plus ou moins éloignés dans un casque donnant une meilleure facture à l'œuvre.
| 1. | Black Panta     | 4:40 |
| 2. | V/S Panta Rock  | 3:34 |
| 3. | Khasha Macka    | 3:52 |
| 4. | Elephant Rock   | 3:17 |
| 5. | African Skank   | 3:17 |
| 6. | Dreamland Skank | 2:35 |
| 7. | Jim Jungle      | 2:57 |

| 1. | Drum Rock     | 3:56 |
| 2. | Dub Organizer | 3:25 |
| 3. | Lovers Skank  | 2:45 |
| 4. | Mooving Skank | 2:48 |
| 5. | Apeman Skank  | 2:30 |
| 6. | Jungle Skank  | 2:22 |
| 7. | Kaya Skank    | 3:05 |

| 1. | Upsetting Rhythm #1 | 3:36 |
| 2. | Upsetting Rhythm #2 | 3:35 |
| 3. | Upsetting Rhythm #3 | 3:37 |
| 4. | Happy Roots         | 4:13 |

### Blackboard Jungle Dub
| 1. | Blackboard Jungle Dub (Ver. 1) | 4:43 |
| 2. | Rubba, Rubba Words             | 3:52 |
| 3. | Cloak A Dagger (Ver. 3)        | 3:20 |
| 4. | Dub From Africa                | 3:18 |
| 5. | Dreamland Dub                  | 2:35 |
| 6. | Pop Goes The Dread Dub         | 2:56 |

| 1. | Fever Grass Dub                | 3:55 |
| 2. | Sin Semilla Kaya Dub           | 3:08 |
| 3. | Moving Forward                 | 2:39 |
| 4. | Blackboard Jungle Dub (Ver. 2) | 3:34 |
| 5. | Kasha Macka Dub                | 2:30 |
| 6. | Setta Iration Dub              | 2:17 |

### Original Black Board Jungle Dub
Cette parution distribuée par Jet Star et Clocktower et un autre mix de Lee Perry.
| 1. | Original Jungle Dub | 4:39 |
| 2. | Rubba Dub           | 3:34 |
| 3. | Cloak & Dagger      | 3:53 |
| 4. | Dub From Yard       | 3:16 |
| 5. | Mother Land Dub     | 3:13 |
| 6. | Pop Goes The Dub    | 2:35 |

| 1. | Fever Grass Dub       | 2:56 |
| 2. | Sensemilla Dub        | 3:56 |
| 3. | Moving Forward        | 3:24 |
| 4. | Blackboard Jungle Dub | 2:44 |
| 5. | Kasha Macka Dub       | 2:49 |
| 6. | Iration Dub           | 2:31 |

## Les différents riddims
| 1. | Black Panta         | 1973 : Blackboard Jungle Dub              |  |
| 2. | V/S Panta Rock      | 1973 : Upsetters 14 Dub Blackboard Jungle |  |
| 3. | Original Jungle Dub | 1973 : Original Black Board Jungle Dub    |  |
| 4. | Rubba Dub           | 1973 : Original Black Board Jungle Dub    |  |

| 1. | Dub Organizer    | 1973 : Blackboard Jungle Dub |  |
| 2. | Cloak and Dagger | 1973 : Cloak and Dagger      |  |
| 3. | Sharp Razor V/S  | 1973 : Cloak and Dagger      |  |
| 4. | Moving Forward   | 1973 : Blackboard Jungle Dub |  |